# 中谷貝塚
中谷貝塚（なかのたにかいづか）は、兵庫県豊岡市中谷にある縄文時代の貝塚遺跡。但馬地方を代表する貝塚の一つで、県の史跡に指定されている。
座標: 北緯35度31分51.4秒 東経134度51分09.9秒 / 北緯35.530944度 東経134.852750度

## 概要
1913年（大正2年）に発見された縄文時代中期から晩期（約5000 - 2500年前）の貝塚である。豊岡盆地の東部、但馬地方を北流して日本海に注ぐ円山川の東500m、海岸からは十数Kmに位置している。
5 - 80cmの厚さに堆積した貝層に淡水性貝類のヤマトシジミを中心に、ハマグリ、アサリ、マガキなどの海水性貝類のほか、クロダイなどの海水魚類、ニホンジカ、イノシシなどの狩猟獣や土器なども出土している。ヤマトシジミは淡水と海水が交じり合う汽水域に生息することから、この頃の豊岡盆地が汽水域の入り江であったことが分かる。
なお、出土品（貝層もぎ取り標本）が同市神美地区にある豊岡市出土文化財管理センターに展示されている。

## 所在地
- 兵庫県豊岡市中谷